# (1352) Wawel
(1352) Wawel ist ein Asteroid des Hauptgürtels, der am 3. Februar 1935 vom belgischen Astronomen Sylvain Julien Victor Arend in Ukkel entdeckt wurde.
Der Asteroid ist nach dem Schloss Wawel in Krakau, Polen benannt.